# BiblioML
 (5 janvier 2024).
BiblioML est le langage informatique composé de mots-clés, de noms ou de balises facilement compréhensibles qui aident à formater la vue globale d'une page et les données qu'elle contient.

## Description
BiblioML n'est pas un langage de programmation. Ce sont des marqueurs spéciaux entrecoupés de texte brut qui, lorsqu'ils sont supprimés ou ignorés, laissent tout le texte brut. Alternativement, vous pouvez interpréter ces marqueurs d'une manière définie (mettre ce texte en gras, faire de ce texte une liste numérotée). Cela améliorera votre présentation à vos lecteurs. Le texte en clair, en revanche, peut (et fait souvent) partie d'un programme informatique. Cependant, l'expression diffère selon le langage de programmation et le style d'écriture du programmeur. Il est important de noter qu'une fois que tous les composants non clairs d'un programme informatique ont été supprimés, le texte clair restant n'est plus complet et ordonné correctement. Par exemple, le code HTML qui compose ce site Web est un bon exemple de balisage. Les balises HTML indiquent comment les éléments de texte du contenu sont affichés dans votre navigateur Web. Cependant, si le HTML, le CSS et le JavaScript sont supprimés, la plupart du texte restera et sera lisible par l'homme. Cependant, comme tous les langages de balisage, HTML se limite à créer des comportements interactifs, dynamiques ou informatiques. Pour créer un site Web qui exécute des fonctions plus complexes (par exemple, la recherche), un langage de programmation, tel que JavaScript, Perl ou PHP est requis.

## Usage
Markup signifie comment vous pouvez structurer ou formater le contenu. HTML est appelé "Markup Language " car il permet aux utilisateurs d'organiser l'apparence et la présentation de tout le contenu qui apparaîtra sur une page Web. Il indique au navigateur Web comment afficher les mots et les images sur la page à l'utilisateur.

### Objectifs
XML est Markup Language basé sur Standard Generalized Markup Language  (SGML) utilisé pour définir Markup Language. La fonction principale de XML est de créer des formats de données qui sont utilisés pour encoder des informations pour des documents, des enregistrements de base de données, des transactions et de nombreux autres types de données.
L'objectif principal de XML, cependant, est de stocker des données d'une manière qui peut être facilement lue et partagée entre les applications logicielles. Étant donné que son format est normalisé, XML peut être partagé entre des systèmes ou des plates-formes, à la fois localement et sur Internet, et le destinataire pourra toujours analyser les données.
XML est l'un des formats les plus largement utilisés pour le partage d'informations structurées aujourd'hui: entre programmes, entre personnes, entre ordinateurs et personnes, à la fois localement et sur un réseau. Si vous êtes familier avec HTML, vous trouverez peut-être que XML est très similaire.

### Langage d'écriture
Chaque fichier XML a un élément racine, qui contient tous les autres éléments enfants. L'élément racine est écrit sous la déclaration. Dans cet exemple de fichier, "<root_element>" est la balise de début de l'élément racine et "</root_element>" est l'élément de fermeture. Tous les autres éléments iront entre ces balises.
Extensibles Markup Language (XML) est un dialecte extrêmement simple de SGML, conçu pour permettre au SGML générique d'être distribué, reçu et traité sur le Web d'une manière qui est actuellement possible avec HTML. XML est conçu pour être facile à déployer et interopérable avec SGML et HTML. Cette page fournit des liens vers deux sections différentes du projet de norme XML actuel.
Un ensemble extrêmement complet de liens pour Standard Generalized Markup Language (SGML). Il comprend des informations générales relatives à la norme, des pointeurs vers des sites Web hébergés par SGML sur Internet, vers des catégories liées à SGML, vers divers consortiums SGML, des groupes d'utilisateurs et des groupes d'intérêts spéciaux, des nouvelles spéciales et de groupe, des informations sur la conférence, le domaine public et des informations commerciales. Logiciels, projets et applications SGML utilisant SGML et de nombreuses normes connexes.
BiblioML, ou Bibliographic Markup Language, est une DTD XML (XML Schema depuis la version 0.6 (actuellement en version alpha)) créée en 1999 sous l’égide de la Mission de la recherche et de la technologie du Ministère de la Culture français qui souhaitait mettre en place un outil commun de gestion des références bibliographiques de ses applications XML (dossiers d'inventaire, dossiers d'artistes, rapports de fouilles, etc.).
BiblioML permet la conversion au format XML de notices bibliographiques ou d'autorité saisies en format UNIMARC. Les champs et sous-champs de BiblioML correspondent à ceux d'UNIMARC. BiblioML comporte 224 éléments (BiblioRecord étant celui de plus haut niveau), 2 entités (BooleanAttribute et DataContent) mais aucune notation.
La Bibliographie nationale française (en ligne depuis juillet 2001) est un exemple d'utilisation de BiblioML. Les notices bibliographiques sont d'abord cataloguées en Intermarc puis extraites en Unimarc, et ensuite converties en XML selon la DTD BiblioML. Un serveur de transformation produit enfin des pages HTML pour publication sur le Web.

### Python
Python prend en charge de nombreux modules différents pour travailler avec différents types de balisage de données structurées. Cela inclut des modules pour travailler avec Markup Language commun standard (SGML) et le langage de balisage hypertexte (HTML), ainsi que plusieurs interfaces pour travailler avec le langage Openable Markup Language (XML).